# Saint-Lizier-du-Planté
Saint-Lizier-du-Planté é uma comuna francesa na região administrativa de Occitânia, no departamento de Gers. Estende-se por uma área de 10,49 km². Em 2010 a comuna tinha 142 habitantes (densidade: 13,5 hab./km²).